# Lusaka
Lusaka a Zambiai Köztársaság fővárosa és egyetlen metropolisza, valamint kulturális, politikai, gazdasági és közlekedési központja is. 1300 méterrel emelkedik a tengerszint fölé. Otthont ad az 1966-ban alapított Zambiai Egyetemnek, amelynek 6000 hallgatója van. A városban található több színház, mozi, golfklub.
A város kisvárosi jellegű. Megtalálhatók benne a hagyományos és a modern építészet elemei: az út szélén létesített piacok és a szovjet befolyás alatt létesült panelházak is. Kevés nevezetes épület vagy emlékmű található itt. Lakossága: 1,2 millió fő.

## Földrajz
Zambia középső részén, egy mészkőplatón, közel 1300 méter tengerszint feletti magasságban fekszik.

### Éghajlata
Lusaka nedves szubtrópusi éghajlattal rendelkezik. A leghidegebb hónap a július, ekkor a havi átlaghőmérséklet 16 °C. A legmelegebb hónap az október, ekkor a havi átlagos maximum hőmérséklet 32 °C.
| Hónap                         | Jan. | Feb. | Már. | Ápr. | Máj. | Jún. | Júl. | Aug. | Szep. | Okt. | Nov. | Dec. | Év   |
| ----------------------------- | ---- | ---- | ---- | ---- | ---- | ---- | ---- | ---- | ----- | ---- | ---- | ---- | ---- |
| Rekord max. hőmérséklet (°C)  | 39,6 | 36,4 | 33,6 | 33,0 | 32,0 | 29,9 | 29,7 | 33,5 | 38,5  | 37,2 | 38,6 | 33,9 | 39,6 |
| Átlagos max. hőmérséklet (°C) | 27,4 | 27,4 | 27,5 | 27,1 | 25,8 | 23,8 | 24,0 | 26,5 | 30,3  | 31,7 | 30,4 | 27,7 | 27,5 |
| Átlaghőmérséklet (°C)         | 21,5 | 21,5 | 21,1 | 19,9 | 17,4 | 15,2 | 14,9 | 17,3 | 21,3  | 23,5 | 23,4 | 21,7 | 19,9 |
| Átlagos min. hőmérséklet (°C) | 17,6 | 17,4 | 16,4 | 14,0 | 10,7 | 7,8  | 7,2  | 9,2  | 12,9  | 16,2 | 17,4 | 17,8 | 13,7 |
| Rekord min. hőmérséklet (°C)  | 13,0 | 12,9 | 10,0 | 8,0  | 5,4  | 0,2  | 0,7  | 2,8  | 5,8   | 9,0  | 10,8 | 10,4 | 0,2  |
| Átl. csapadékmennyiség (mm)   | 245  | 185  | 95   | 34   | 3    | 0    | 0    | 0    | 1     | 18   | 89   | 208  | 878  |
| Havi napsütéses órák száma    | 176  | 168  | 220  | 246  | 275  | 270  | 294  | 303  | 291   | 272  | 234  | 182  | 2931 |

## Történelme
A várost 1905-ben alapították a lenzse törzs Lusaka nevű faluja helyén, amikor a brit gyarmatosítók által épített vasútvonal elérte a területet. A környező termékeny földeket kisajátították a fehér telepesek számára és mint a fellendülő agrártermelés központja a városka lassan elindult a fejlődés útján.
1935-ben a viszonylag központi fekvése miatt áthaladt a városon a Nagy Északi Vasútvonal és a Nagy Keleti Vasútvonal, ennek a közlekedési csomópontnak köszönhető, hogy Livingstone-t felváltva, Észak-Rodézia, brit gyarmat a fővárosa lett.

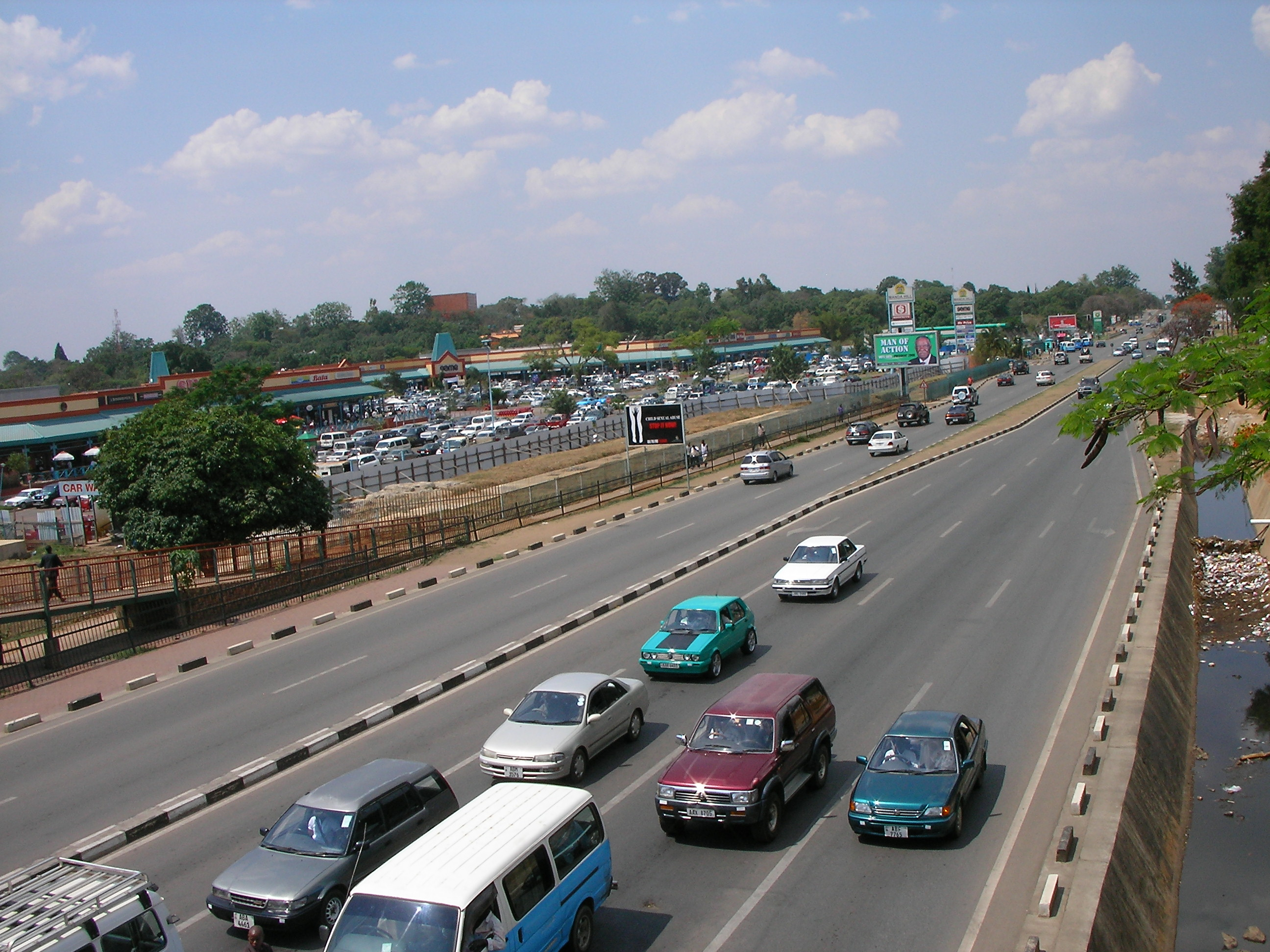
Lusaka, bevásárlóközpont

## Gazdasága
Zambia fővárosának jelentékeny ipara van, amely főként a vasúthoz (járműjavító műhely), a környéken fejtett mészkőhöz (cementgyár), és a vidék mezőgazdaságához kapcsolódik (mezőgazdasági gépgyár, műtrágyagyár, tej-, hús-, dohányipari üzemek, pamutipar). A legtöbb ipari üzem, köztük az áramellátást biztosító hőerőmű is a vasútvonal keleti oldalán épült fel.

## Közlekedés
A város az ország egyik közlekedési csomópontja. Itt kereszteződnek a következő utak: M9 és T4 (kelet–nyugati irány), T2 (észak–déli irány). Repülőtere a Kenneth Kaunda nemzetközi repülőtér.
A környező városok (Siavonga, Chirundu) busszal vagy kisbusszal elérhetők.
Livingstone felé a Zambezi Express vonat jár rendszeresen, az út 18 óra. A vonat hétfőn, szerdán és pénteken indul este 19 órakor.

## Testvérvárosok
- Dusanbe, Tádzsikisztán (1966 óta)[1]
- Los Angeles, Amerikai Egyesült Államok (1968 óta)[2]
- Albuquerque, Amerikai Egyesült Államok (2014 óta)[3]
- Izsevszk, Oroszország (1995 óta)[4]
- Nanking, Kína[5]